# Champions Hockey League 2015-2016
La Champions Hockey League 2015-2016 è stata la seconda edizione della Champions Hockey League, la più importante competizione europea di hockey su ghiaccio organizzata da 26 squadre, 6 campionati nazionali e la IIHF. A differenza della stagione inaugurale il parco delle partecipanti fu ampliato da 44 a 48, e venne inoltre modificato il calendario riducendo le gare dei gironi e aggiungendo i sedicesimi di finale.
La stagione regolare ha inizio il 20 agosto 2015 e si conclude il 6 settembre 2015. I playoff invece si tengono a partire dal 22 settembre 2014 fino alla finale del 9 febbraio 2015.
La seconda edizione è stato vinta dal Frölunda HC, formazione svedese che sconfisse in finale i finlandesi dell'Oulun Kärpät per 2-1.

## Formula

### Assegnazione delle licenze
Partecipano 48 formazioni provenienti da 12 diversi paesi europei. Le squadre possono qualificarsi al torneo attraverso tre tipi di licenza: A, B e C.
- Licenza A: le 26 squadre fondatrici partecipano di diritto al trofeo e usufruiscono della licenza di tipo A.
- Licenza B: all'interno dei campionati fondatori (EBEL, ELH, Liiga, DEL, LNA e SHL) due squadre, la miglior classificata al termine dell'ultima stagione regolare e la miglior squadra agli ultimi playoff sprovviste di una licenza A prendono parte al torneo.[4] Se queste posizioni fossero occupate da squadre con la licenza A altre formazioni possono prendere il loro posto. I criteri sono i seguenti:[4][5]

1. Campione nazionale
2. Vincitore della stagione regolare
3. Secondo posto stagione regolare
4. Finalista dei play-off
5. Miglior semifinalista
6. Peggior semifinalista

- Licenza C: per la stagione 2015-16 sono state invitate dieci formazioni wild card contro le sei della prima edizione. Come l'anno scorso sono stati invitati i campioni nazionali di Norvegia, Danimarca, Slovacchia, Francia e Regno Unito. Queste nazioni eccetto la Danimarca ottennero anche una seconda licenza per le finaliste dei playoff.[6] Una licenza wild card fu assegnata alla formazione vincitrice della Continental Cup 2014-2015, i bielorussi del Neman Hrodna.[1][7]

## Date
| Fase                        | Turno                | Sorteggio                   | Andata             | Ritorno            |
| --------------------------- | -------------------- | --------------------------- | ------------------ | ------------------ |
| Fase a gironi               | Prima giornata       | 13 maggio 2015 (Praga)      | 20-21 agosto 2015  | 20-21 agosto 2015  |
| Fase a gironi               | Seconda giornata     | 13 maggio 2015 (Praga)      | 22-23 agosto 2015  | 22-23 agosto 2015  |
| Fase a gironi               | Terza giornata       | 13 maggio 2015 (Praga)      | 27-28 agosto 2015  | 27-28 agosto 2015  |
| Fase a gironi               | Quarta giornata      | 13 maggio 2015 (Praga)      | 29-30 agosto 2015  | 29-30 agosto 2015  |
| Fase a gironi               | Quinta giornata      | 13 maggio 2015 (Praga)      | 3-4 settembre 2015 | 3-4 settembre 2015 |
| Fase a gironi               | Sesta giornata       | 13 maggio 2015 (Praga)      | 5-6 settembre 2015 | 5-6 settembre 2015 |
| Fase a eliminazione diretta | Sedicesimi di finale | 8 settembre 2015 (Helsinki) | 22 settembre 2015  | 6 ottobre 2015     |
| Fase a eliminazione diretta | Ottavi di finale     | 8 settembre 2015 (Helsinki) | 3 novembre 2015    | 10 novembre 2015   |
| Fase a eliminazione diretta | Quarti di finale     | 8 settembre 2015 (Helsinki) | 1º dicembre 2015   | 8 dicembre 2015    |
| Fase a eliminazione diretta | Semifinali           | 8 settembre 2015 (Helsinki) | 12 gennaio 2016    | 19 gennaio 2016    |
| Fase a eliminazione diretta | Finale               | 8 settembre 2015 (Helsinki) | 9 febbraio 2016    | 9 febbraio 2016    |

## Squadre partecipanti
| Squadra             | Città      | Campionato       | Qualificazione     | Licenza |
| ------------------- | ---------- | ---------------- | ------------------ | ------- |
| Red Bull Salisburgo | Salisburgo | EBEL             | Squadra fondatrice | A       |
| Vienna Capitals     | Vienna     | EBEL             | Squadra fondatrice | A       |
| HIFK                | Helsinki   | Liiga            | Squadra fondatrice | A       |
| JYP                 | Jyväskylä  | Liiga            | Squadra fondatrice | A       |
| KalPa               | Kuopio     | Liiga            | Squadra fondatrice | A       |
| Oulun Kärpät        | Oulu       | Liiga            | Squadra fondatrice | A       |
| Tappara             | Tampere    | Liiga            | Squadra fondatrice | A       |
| TPS                 | Turku      | Liiga            | Squadra fondatrice | A       |
| Adler Mannheim      | Mannheim   | DEL              | Squadra fondatrice | A       |
| Eisbären Berlino    | Berlino    | DEL              | Squadra fondatrice | A       |
| ERC Ingolstadt      | Ingolstadt | DEL              | Squadra fondatrice | A       |
| Krefeld Pinguine    | Krefeld    | DEL              | Squadra fondatrice | A       |
| Bílí Tygři Liberec  | Liberec    | Extraliga        | Squadra fondatrice | A       |
| Pardubice           | Pardubice  | Extraliga        | Squadra fondatrice | A       |
| Sparta Praga        | Praga      | Extraliga        | Squadra fondatrice | A       |
| Vítkovice Steel     | Ostrava    | Extraliga        | Squadra fondatrice | A       |
| Berna               | Berna      | Lega Nazionale A | Squadra fondatrice | A       |
| Friburgo-Gottéron   | Friborgo   | Lega Nazionale A | Squadra fondatrice | A       |
| ZSC Lions           | Zurigo     | Lega Nazionale A | Squadra fondatrice | A       |
| Zugo                | Zugo       | Lega Nazionale A | Squadra fondatrice | A       |
| Frölunda            | Göteborg   | SHL              | Squadra fondatrice | A       |
| Färjestad           | Karlstad   | SHL              | Squadra fondatrice | A       |
| HV71                | Jönköping  | SHL              | Squadra fondatrice | A       |
| Linköping           | Linköping  | SHL              | Squadra fondatrice | A       |

| Squadra            | Città             | Lega             | Qualificazione              | Licenza |
| ------------------ | ----------------- | ---------------- | --------------------------- | ------- |
| Luleå              | Luleå             | SHL              | Squadra fondatrice          | A       |
| Djurgården         | Stoccolma         | SHL              | Squadra fondatrice          | A       |
| Black Wings Linz   | Linz              | EBEL             | Secondo stagione regolare   | B       |
| KAC                | Klagenfurt        | EBEL             | Semifinalista playoff       | B       |
| Lukko Rauma        | Rauma             | Liiga            | Semifinalista playoff       | B       |
| Espoo Blues        | Espoo             | Liiga            | Quinto stagione regolare    | B       |
| Red Bull München   | Monaco di Baviera | DEL              | Vincitore stagione regolare | B       |
| Düsseldorfer EG    | Düsseldorf        | DEL              | Semifinalista playoff       | B       |
| Oceláři Trinec     | Třinec            | Extraliga        | Secondo stagione regolare   | B       |
| Litvínov           | Litvínov          | Extraliga        | Vincitore playoff           | B       |
| Davos              | Davos             | Lega Nazionale A | Vincitore playoff           | B       |
| Ginevra-Servette   | Ginevra           | Lega Nazionale A | Semifinalista playoff       | B       |
| Växjö Lakers       | Växjö             | SHL              | Vincitore playoff           | B       |
| Skellefteå AIK     | Skellefteå        | SHL              | Vincitore stagione regolare | B       |
| Neman Hrodna       | Hrodna            | Extraliga        | Vincitore Continental Cup   | C       |
| Stavanger Oilers   | Stavanger         | GET-ligaen       | Vincitore playoff           | C       |
| Storhamar Dragons  | Hamar             | GET-ligaen       | Secondo stagione regolare   | C       |
| Košice             | Košice            | Extraliga        | Vincitore playoff           | C       |
| Nitra              | Nitra             | Extraliga        | Secondo stagione regolare   | C       |
| SønderjyskE        | Vojens            | Metal Ligaen     | Vincitore playoff           | C       |
| Sheffield Steelers | Sheffield         | EIHL             | Vincitore stagione regolare | C       |
| Braehead Clan      | Glasgow           | EIHL             | Secondo stagione regolare   | C       |
| Rapaces de Gap     | Gap               | Ligue Magnus     | Vincitore playoff           | C       |
| Brûleurs de Loups  | Grenoble          | Ligue Magnus     | Vincitore stagione regolare | C       |

## Sorteggio
Il sorteggio per la definizione della fase a gironi si è svolto il 13 maggio 2015 a Praga; sono state create 3 urne, e le squadre sono state suddivise in ordine di ranking. Le squadre vincitrici dei campionati e le migliori della stagione regolare sono state inserite nell'urna numero 1 mentre le squadre rimanenti nelle altre due urne, in particolare le formazioni con licenza C sono state inserite nell'urna 3. Nei gironi preliminari non possono esserci due squadre provenienti dalla stessa nazione.
| Urna 1 | Urna 2 | Urna 3 |
| --- | --- | --- |
| Växjö Lakers Hockey Oulun Kärpät Litvínov Davos Red Bull Salisburgo Adler Mannheim Skellefteå AIK Tappara Oceláři Třinec ZSC Lions Black Wings Linz Red Bull Monaco Frölunda Lukko Rauma Sparta Praga Berna | Vienna Capitals ERC Ingolstadt Linköpings JYP Jyväskylä Pardubice Ginevra-Servette KAC Düsseldorfer EG HV71 Espoo Blues Vítkovice Steel EV Zug Eisbären Berlin Luleå KalPa Bílí Tygři Liberec | Fribourg-Gottéron Krefeld Pinguine Färjestad HIFK Djurgården TPS Turku Košice Stavanger Oilers SønderjyskE Sheffield Steelers Rapaces de Gap Nitra Storhamar Dragons Braehead Clan Brûleurs de Loups Neman Hrodna |

## Fase a gironi
Per la stagione 2015-2016 la stagione regolare si allargò a 48 squadre, divise in 16 gruppi da 3 squadre ciascuno. Le prime due squadre ci ciascun raggruppamento avanzano ai sedicesimi di finale. Ogni squadra gioca per un totale di quattro giornate, due partite in casa e due in trasferta.
|  | Squadre qualificate ai sedicesimi di finale. |

### Gruppo A
| Squadra   | Pt | G | V | VOT | POT | P | GF | GS | DR  |
| --------- | -- | - | - | --- | --- | - | -- | -- | --- |
| Linköping | 11 | 4 | 3 | 1   | 0   | 0 | 14 | 4  | +10 |
| HIFK      | 4  | 4 | 1 | 0   | 1   | 2 | 6  | 8  | -2  |
| Berna     | 3  | 4 | 0 | 1   | 1   | 2 | 7  | 15 | -8  |

|     | LHC   | IFK      | SCB      |
| --- | ----- | -------- | -------- |
| LHC |       | 2 - 0    | 3 - 2 dr |
| IFK | 1 - 2 |          | 3 - 1    |
| SCB | 1 - 7 | 3 - 2 dr |          |

### Gruppo B
| Squadra    | Pt | G | V | VOT | POT | P | GF | GS | DR  |
| ---------- | -- | - | - | --- | --- | - | -- | -- | --- |
| Tappara    | 10 | 4 | 3 | 0   | 1   | 0 | 16 | 6  | +10 |
| Djurgården | 8  | 4 | 2 | 1   | 0   | 1 | 13 | 11 | +2  |
| Zugo       | 0  | 4 | 0 | 0   | 0   | 4 | 6  | 18 | -12 |

|     | TAP   | DIF       | EVZ   |
| --- | ----- | --------- | ----- |
| TAP |       | 2 - 3 dts | 3 - 1 |
| DIF | 2 - 4 |           | 5 - 3 |
| EVZ | 0 - 7 | 2 - 3     |       |

### Gruppo C
| Squadra             | Pt | G | V | VOT | POT | P | GF | GS | DR  |
| ------------------- | -- | - | - | --- | --- | - | -- | -- | --- |
| HV71                | 12 | 4 | 4 | 0   | 0   | 0 | 16 | 4  | +12 |
| Red Bull Salisburgo | 3  | 4 | 1 | 0   | 0   | 3 | 10 | 13 | -3  |
| SønderjyskE         | 3  | 4 | 1 | 0   | 0   | 3 | 8  | 17 | -9  |

|      | HV71  | RBS   | SON   |
| ---- | ----- | ----- | ----- |
| HV71 |       | 4 - 1 | 7 - 1 |
| RBS  | 1 - 3 |       | 7 - 2 |
| SON  | 1 - 2 | 4 - 1 |       |

### Gruppo D
| Squadra            | Pt | G | V | VOT | POT | P | GF | GS | DR  |
| ------------------ | -- | - | - | --- | --- | - | -- | -- | --- |
| Skellefteå AIK     | 11 | 4 | 3 | 1   | 0   | 0 | 16 | 6  | +10 |
| Bílí Tygři Liberec | 6  | 4 | 2 | 0   | 0   | 2 | 13 | 9  | +4  |
| Nitra              | 1  | 4 | 0 | 0   | 1   | 3 | 4  | 18 | -14 |

|     | SKE   | LIB   | NIT      |
| --- | ----- | ----- | -------- |
| SKE |       | 5 - 2 | 3 - 2 dr |
| LIB | 0 - 4 |       | 2 - 0    |
| NIT | 2 - 4 | 0 - 9 |          |

### Gruppo E
| Squadra   | Pt | G | V | VOT | POT | P | GF | GS | DR |
| --------- | -- | - | - | --- | --- | - | -- | -- | -- |
| Davos     | 10 | 4 | 3 | 0   | 1   | 0 | 12 | 6  | +6 |
| Färjestad | 7  | 4 | 1 | 2   | 0   | 1 | 8  | 9  | -1 |
| Pardubice | 1  | 4 | 0 | 0   | 1   | 3 | 10 | 15 | -5 |

|     | DAV   | FBK       | PCE       |
| --- | ----- | --------- | --------- |
| DAV |       | 0 - 1 dts | 5 - 3     |
| FBK | 0 - 4 |           | 4 - 3 dts |
| PCE | 2 - 3 | 2 - 3     |           |

### Gruppo F
| Squadra           | Pt | G | V | VOT | POT | P | GF | GS | DR |
| ----------------- | -- | - | - | --- | --- | - | -- | -- | -- |
| Litvínov          | 11 | 4 | 3 | 1   | 0   | 0 | 14 | 7  | +7 |
| Espoo Blues       | 4  | 4 | 1 | 0   | 1   | 2 | 7  | 8  | -1 |
| Brûleurs de Loups | 3  | 4 | 1 | 0   | 0   | 3 | 9  | 15 | -6 |

|     | LIT   | ESP       | GRE   |
| --- | ----- | --------- | ----- |
| LIT |       | 3 - 2 dts | 6 - 4 |
| ESP | 0 - 1 |           | 4 - 2 |
| GRE | 1 - 4 | 2 - 1     |       |

### Gruppo G
| Squadra          | Pt | G | V | VOT | POT | P | GF | GS | DR |
| ---------------- | -- | - | - | --- | --- | - | -- | -- | -- |
| TPS              | 9  | 4 | 2 | 1   | 1   | 0 | 15 | 9  | +6 |
| Düsseldorfer EG  | 5  | 4 | 1 | 1   | 0   | 2 | 15 | 14 | +1 |
| Black Wings Linz | 4  | 4 | 1 | 0   | 1   | 2 | 11 | 18 | -7 |

|     | TPS       | DEG      | LNZ   |
| --- | --------- | -------- | ----- |
| TPS |           | 1 - 2 dr | 6 - 1 |
| DEG | 4 - 5     |          | 6 - 3 |
| LNZ | 2 - 3 dts | 5 - 3    |       |

### Gruppo H
| Squadra          | Pt | G | V | VOT | POT | P | GF | GS | DR  |
| ---------------- | -- | - | - | --- | --- | - | -- | -- | --- |
| Red Bull München | 12 | 4 | 4 | 0   | 0   | 0 | 15 | 4  | +11 |
| Košice           | 5  | 4 | 1 | 1   | 0   | 2 | 7  | 8  | -1  |
| KAC              | 1  | 4 | 0 | 0   | 1   | 3 | 5  | 15 | -10 |

|     | RBM   | KOS   | KAC      |
| --- | ----- | ----- | -------- |
| RBM |       | 1 - 0 | 6 - 1    |
| KOS | 2 - 4 |       | 2 - 1 dr |
| KAC | 1 - 4 | 2 - 3 |          |

### Gruppo I
| Squadra         | Pt | G | V | VOT | POT | P | GF | GS | DR |
| --------------- | -- | - | - | --- | --- | - | -- | -- | -- |
| Adler Mannheim  | 8  | 4 | 2 | 1   | 0   | 1 | 6  | 5  | +1 |
| Vítkovice Steel | 7  | 4 | 2 | 0   | 1   | 1 | 7  | 5  | +2 |
| Neman Hrodna    | 3  | 4 | 1 | 0   | 0   | 3 | 4  | 7  | -3 |

|     | MAN   | VIT      | NEM   |
| --- | ----- | -------- | ----- |
| MAN |       | 2 - 1 dr | 2 - 1 |
| VIT | 1 - 2 |          | 3 - 1 |
| NEM | 2 - 0 | 0 - 2    |       |

### Gruppo J
| Squadra          | Pt | G | V | VOT | POT | P | GF | GS | DR  |
| ---------------- | -- | - | - | --- | --- | - | -- | -- | --- |
| Oulun Kärpät     | 12 | 4 | 4 | 0   | 0   | 0 | 12 | 1  | +11 |
| Vienna Capitals  | 4  | 4 | 1 | 0   | 1   | 2 | 8  | 14 | -6  |
| Krefeld Pinguine | 2  | 4 | 0 | 1   | 0   | 3 | 9  | 14 | -5  |

|     | KAR   | VIC   | KRE      |
| --- | ----- | ----- | -------- |
| KAR |       | 4 - 0 | 4 - 1    |
| VIC | 0 - 2 |       | 2 - 3 dr |
| KRE | 0 - 2 | 5 - 6 |          |

### Gruppo K
| Squadra           | Pt | G | V | VOT | POT | P | GF | GS | DR |
| ----------------- | -- | - | - | --- | --- | - | -- | -- | -- |
| Luleå             | 8  | 4 | 2 | 1   | 0   | 1 | 14 | 9  | +5 |
| Lukko Rauma       | 6  | 4 | 1 | 1   | 1   | 1 | 11 | 12 | -1 |
| Friburgo-Gottéron | 4  | 4 | 1 | 0   | 1   | 2 | 11 | 15 | -4 |

|     | LHF   | LUK      | FRI   |
| --- | ----- | -------- | ----- |
| LHF |       | 4 - 3 dr | 4-2   |
| LUK | 0 - 3 |          | 4 - 2 |
| FRI | 4 - 3 | 3 - 4 dr |       |

### Gruppo L
| Squadra          | Pt | G | V | VOT | POT | P | GF | GS | DR |
| ---------------- | -- | - | - | --- | --- | - | -- | -- | -- |
| Stavanger Oilers | 7  | 4 | 2 | 0   | 1   | 1 | 11 | 7  | +4 |
| Oceláři Trinec   | 6  | 4 | 1 | 1   | 1   | 1 | 14 | 11 | +3 |
| KalPa            | 5  | 4 | 1 | 1   | 0   | 2 | 6  | 13 | -7 |

|     | OIL       | TRI      | KAL   |
| --- | --------- | -------- | ----- |
| OIL |           | 4 - 1    | 3 - 0 |
| TRI | 4 - 3 dts |          | 6 - 0 |
| KAL | 2 - 1     | 4 - 3 dr |       |

### Gruppo M
| Squadra           | Pt | G | V | VOT | POT | P | GF | GS | DR |
| ----------------- | -- | - | - | --- | --- | - | -- | -- | -- |
| Storhamar Dragons | 9  | 4 | 3 | 0   | 0   | 1 | 12 | 5  | +7 |
| Sparta Praga      | 7  | 4 | 2 | 0   | 1   | 1 | 12 | 10 | +2 |
| Ginevra-Servette  | 2  | 4 | 0 | 1   | 0   | 3 | 7  | 16 | -9 |

|     | STO   | SPA       | GEN   |
| --- | ----- | --------- | ----- |
| STO |       | 2 - 3     | 5 - 1 |
| SPA | 1 - 2 |           | 5 - 2 |
| GEN | 0 - 3 | 4 - 3 dts |       |

### Gruppo N
| Squadra            | Pt | G | V | VOT | POT | P | GF | GS | DR  |
| ------------------ | -- | - | - | --- | --- | - | -- | -- | --- |
| Frölunda           | 12 | 4 | 4 | 0   | 0   | 0 | 20 | 5  | +15 |
| JYP                | 6  | 4 | 2 | 0   | 0   | 2 | 10 | 9  | +1  |
| Sheffield Steelers | 0  | 4 | 0 | 0   | 0   | 4 | 4  | 20 | -16 |

|     | FHC   | JYP   | SHE   |
| --- | ----- | ----- | ----- |
| FHC |       | 3 - 2 | 9 - 1 |
| JYP | 1 - 4 |       | 3 - 0 |
| SHE | 1 - 4 | 2 - 4 |       |

### Gruppo O
| Squadra        | Pt | G | V | VOT | POT | P | GF | GS | DR  |
| -------------- | -- | - | - | --- | --- | - | -- | -- | --- |
| Växjö Lakers   | 9  | 4 | 3 | 0   | 0   | 1 | 20 | 10 | +10 |
| ERC Ingolstadt | 6  | 4 | 2 | 0   | 0   | 2 | 16 | 15 | +1  |
| Braehead Clan  | 3  | 4 | 1 | 0   | 0   | 3 | 11 | 22 | -11 |

|     | VAX   | ING   | BRA    |
| --- | ----- | ----- | ------ |
| VAX |       | 4 - 2 | 10 - 2 |
| ING | 5 - 3 |       | 5 - 2  |
| BRA | 1 - 3 | 6 - 4 |        |

### Gruppo P
| Squadra          | Pt | G | V | VOT | POT | P | GF | GS | DR  |
| ---------------- | -- | - | - | --- | --- | - | -- | -- | --- |
| ZSC Lions        | 12 | 4 | 4 | 0   | 0   | 0 | 20 | 10 | +10 |
| Eisbären Berlino | 3  | 4 | 1 | 0   | 0   | 3 | 12 | 13 | -1  |
| Rapaces de Gap   | 3  | 4 | 1 | 0   | 0   | 3 | 9  | 18 | -9  |

|     | ZSC   | BER   | GAP   |
| --- | ----- | ----- | ----- |
| ZSC |       | 3 - 2 | 6 - 1 |
| BER | 3 - 6 |       | 6 - 1 |
| GAP | 4 - 5 | 3 - 1 |       |

## Fase a eliminazione diretta
Nel corso dei playoff le formazioni giocano incontri di andata e di ritorno; la formazione vincitrice del girone ha diritto a disputare la gara di ritorno in casa. L'unica eccezione è la finale, sfida secca giocata in casa della squadra meglio classificata nel corso del torneo.
Per determinare le sfide della fase a eliminazione diretta si svolse un unico sorteggio ad Helsinki l'8 settembre 2015; al termine della procedura fu ufficializzato il tabellone definitivo valido fino alla finale. Le vincitrici dei gironi furono scelte come teste di serie, con il vantaggio di giocare la seconda gara in casa. Ai sedicesimi di finale furono permessi i derby fra squadre della stessa nazione ma non furono consentite le sfide fra squadre che già avevano giocato nello stesso girone.

### Qualificate
| Gruppo | Testa di serie     | Non testa di serie |
| ------ | ------------------ | ------------------ |
| A      | Linköpings HC      | HIFK               |
| B      | Tappara            | Djurgårdens IF     |
| C      | HV71               | Red Bull Salzburg  |
| D      | Skellefteå AIK     | Bílí Tygři Liberec |
| E      | HC Davos           | Färjestad BK       |
| F      | HC Litvínov        | Espoo Blues        |
| G      | TPS                | Düsseldorfer EG    |
| H      | Red Bull München   | HC Košice          |
| I      | Adler Mannheim     | Vítkovice Steel    |
| J      | Oulun Kärpät       | Vienna Capitals    |
| K      | Luleå Hockey       | Lukko              |
| L      | Stavanger Oilers   | Oceláři Třinec     |
| M      | Storhamar Ishockey | Sparta Praga       |
| N      | Frölunda HC        | JYP                |
| O      | Växjö Lakers       | ERC Ingolstadt     |
| P      | ZSC Lions          | Eisbären Berlin    |

### Tabellone
|  | Sedicesimi di finale | Sedicesimi di finale | Sedicesimi di finale | Sedicesimi di finale | Sedicesimi di finale |   |                    | Ottavi di finale   | Ottavi di finale | Ottavi di finale | Ottavi di finale | Ottavi di finale |  |  | Quarti di finale | Quarti di finale | Quarti di finale | Quarti di finale | Quarti di finale |  |  | Semifinali | Semifinali | Semifinali | Semifinali | Semifinali |  |  | Finale | Finale | Finale |  |
|  |                      |                      |                      |                      |                      |   |                    |                    |                  |                  |                  |                  |  |  |                  |                  |                  |                  |                  |  |  |            |            |            |            |            |  |  |        |        |        |  |
|  | Oceláři Třinec       | Oceláři Třinec       | 2                    | 1                    | 3                    |   |                    |                    |                  |                  |                  |                  |  |  |                  |                  |                  |                  |                  |  |  |            |            |            |            |            |  |  |        |        |        |  |
|  | Oceláři Třinec       | Oceláři Třinec       | 2                    | 1                    | 3                    |   |                    |                    |                  |                  |                  |                  |  |  |                  |                  |                  |                  |                  |  |  |            |            |            |            |            |  |  |        |        |        |  |
|  | HV71                 | HV71                 | 2                    | 3                    | 5                    |   |                    |                    |                  |                  |                  |                  |  |  |                  |                  |                  |                  |                  |  |  |            |            |            |            |            |  |  |        |        |        |  |
|  | HV71                 | HV71                 | 2                    | 3                    | 5                    |   | HV71               | HV71               | 1                | 1                | 2                |                  |  |  |                  |                  |                  |                  |                  |  |  |            |            |            |            |            |  |  |        |        |        |  |
|  |                      |                      |                      |                      |                      |   | HV71               | HV71               | 1                | 1                | 2                |                  |  |  |                  |                  |                  |                  |                  |  |  |            |            |            |            |            |  |  |        |        |        |  |
|  |                      |                      | Espoo Blues          | Espoo Blues          | 3                    | 1 | 4                  |                    |                  |                  |                  |                  |  |  |                  |                  |                  |                  |                  |  |  |            |            |            |            |            |  |  |        |        |        |  |
|  | Espoo Blues          | Espoo Blues          | Espoo Blues          | Espoo Blues          | 3                    | 1 | 4                  | 4                  | 2                | 6                |                  |                  |  |  |                  |                  |                  |                  |                  |  |  |            |            |            |            |            |  |  |        |        |        |  |
|  | Espoo Blues          | Espoo Blues          |                      |                      |                      |   |                    |                    |                  | 6                |                  |                  |  |  |                  |                  |                  |                  |                  |  |  |            |            |            |            |            |  |  |        |        |        |  |
|  | Adler Mannheim       | Adler Mannheim       | 1                    | 3                    | 4                    |   |                    |                    |                  |                  |                  |                  |  |  |                  |                  |                  |                  |                  |  |  |            |            |            |            |            |  |  |        |        |        |  |
|  | Adler Mannheim       | Adler Mannheim       | 1                    | 3                    | 4                    |   | Espoo Blues        | Espoo Blues        | 2                | 1                | 3                |                  |  |  |                  |                  |                  |                  |                  |  |  |            |            |            |            |            |  |  |        |        |        |  |
|  |                      |                      |                      |                      |                      |   |                    |                    |                  |                  |                  |                  |  |  |                  |                  |                  |                  |                  |  |  |            |            |            |            |            |  |  |        |        |        |  |
|  |                      |                      | Oulun Kärpät         | Oulun Kärpät         | 0                    | 5 | 5                  |                    |                  |                  |                  |                  |  |  |                  |                  |                  |                  |                  |  |  |            |            |            |            |            |  |  |        |        |        |  |
|  | Sparta Praga         | Sparta Praga         | Oulun Kärpät         | Oulun Kärpät         | 0                    | 5 | 5                  | 3                  | 3                | 6                |                  |                  |  |  |                  |                  |                  |                  |                  |  |  |            |            |            |            |            |  |  |        |        |        |  |
|  | Sparta Praga         | Sparta Praga         |                      |                      |                      |   |                    |                    |                  | 6                |                  |                  |  |  |                  |                  |                  |                  |                  |  |  |            |            |            |            |            |  |  |        |        |        |  |
|  | ZSC Lions            | ZSC Lions            | 2                    | 0                    | 2                    |   |                    |                    |                  |                  |                  |                  |  |  |                  |                  |                  |                  |                  |  |  |            |            |            |            |            |  |  |        |        |        |  |
|  | ZSC Lions            | ZSC Lions            | 2                    | 0                    | 2                    |   | Sparta Praga       | Sparta Praga       | 4                | 1                | 5                |                  |  |  |                  |                  |                  |                  |                  |  |  |            |            |            |            |            |  |  |        |        |        |  |
|  |                      |                      |                      |                      |                      |   | Sparta Praga       | Sparta Praga       | 4                | 1                | 5                |                  |  |  |                  |                  |                  |                  |                  |  |  |            |            |            |            |            |  |  |        |        |        |  |
|  |                      |                      | Oulun Kärpät         | Oulun Kärpät         | 2                    | 4 | 6                  |                    |                  |                  |                  |                  |  |  |                  |                  |                  |                  |                  |  |  |            |            |            |            |            |  |  |        |        |        |  |
|  | Düsseldorfer EG      | Düsseldorfer EG      | Oulun Kärpät         | Oulun Kärpät         | 2                    | 4 | 6                  | 0                  | 0                | 0                |                  |                  |  |  |                  |                  |                  |                  |                  |  |  |            |            |            |            |            |  |  |        |        |        |  |
|  | Düsseldorfer EG      | Düsseldorfer EG      |                      |                      |                      |   |                    |                    |                  | 0                |                  |                  |  |  |                  |                  |                  |                  |                  |  |  |            |            |            |            |            |  |  |        |        |        |  |
|  | Oulun Kärpät         | Oulun Kärpät         | 2                    | 3                    | 5                    |   |                    |                    |                  |                  |                  |                  |  |  |                  |                  |                  |                  |                  |  |  |            |            |            |            |            |  |  |        |        |        |  |
|  | Oulun Kärpät         | Oulun Kärpät         | 2                    | 3                    | 5                    |   | Oulun Kärpät       | Oulun Kärpät       | 2                | 3                | 5                |                  |  |  |                  |                  |                  |                  |                  |  |  |            |            |            |            |            |  |  |        |        |        |  |
|  |                      |                      |                      |                      |                      |   |                    |                    |                  |                  |                  |                  |  |  |                  |                  |                  |                  |                  |  |  |            |            |            |            |            |  |  |        |        |        |  |
|  |                      |                      | Lukko                | Lukko                | 2                    | 2 | 4                  |                    |                  |                  |                  |                  |  |  |                  |                  |                  |                  |                  |  |  |            |            |            |            |            |  |  |        |        |        |  |
|  | Red Bull Salzburg    | Red Bull Salzburg    | Lukko                | Lukko                | 2                    | 2 | 4                  | 1                  | 2                | 3                |                  |                  |  |  |                  |                  |                  |                  |                  |  |  |            |            |            |            |            |  |  |        |        |        |  |
|  | Red Bull Salzburg    | Red Bull Salzburg    |                      |                      |                      |   |                    |                    |                  | 3                |                  |                  |  |  |                  |                  |                  |                  |                  |  |  |            |            |            |            |            |  |  |        |        |        |  |
|  | Storhamar Ishockey   | Storhamar Ishockey   | 3                    | 3                    | 6                    |   |                    |                    |                  |                  |                  |                  |  |  |                  |                  |                  |                  |                  |  |  |            |            |            |            |            |  |  |        |        |        |  |
|  | Storhamar Ishockey   | Storhamar Ishockey   | 3                    | 3                    | 6                    |   | Storhamar Ishockey | Storhamar Ishockey | 3                | 1                | 4                |                  |  |  |                  |                  |                  |                  |                  |  |  |            |            |            |            |            |  |  |        |        |        |  |
|  |                      |                      |                      |                      |                      |   | Storhamar Ishockey | Storhamar Ishockey | 3                | 1                | 4                |                  |  |  |                  |                  |                  |                  |                  |  |  |            |            |            |            |            |  |  |        |        |        |  |
|  |                      |                      | TPS                  | TPS                  | 4                    | 2 | 6                  |                    |                  |                  |                  |                  |  |  |                  |                  |                  |                  |                  |  |  |            |            |            |            |            |  |  |        |        |        |  |
|  | JYP                  | JYP                  | TPS                  | TPS                  | 4                    | 2 | 6                  | 2                  | 1                | 3                |                  |                  |  |  |                  |                  |                  |                  |                  |  |  |            |            |            |            |            |  |  |        |        |        |  |
|  | JYP                  | JYP                  |                      |                      |                      |   |                    |                    |                  | 3                |                  |                  |  |  |                  |                  |                  |                  |                  |  |  |            |            |            |            |            |  |  |        |        |        |  |
|  | TPS                  | TPS                  | 2                    | 4                    | 6                    |   |                    |                    |                  |                  |                  |                  |  |  |                  |                  |                  |                  |                  |  |  |            |            |            |            |            |  |  |        |        |        |  |
|  | TPS                  | TPS                  | 2                    | 4                    | 6                    |   | TPS                | TPS                | 3                | 1                | 4                |                  |  |  |                  |                  |                  |                  |                  |  |  |            |            |            |            |            |  |  |        |        |        |  |
|  |                      |                      |                      |                      |                      |   |                    |                    |                  |                  |                  |                  |  |  |                  |                  |                  |                  |                  |  |  |            |            |            |            |            |  |  |        |        |        |  |
|  |                      |                      | Lukko (so)           | Lukko (so)           | 3                    | 2 | 5                  |                    |                  |                  |                  |                  |  |  |                  |                  |                  |                  |                  |  |  |            |            |            |            |            |  |  |        |        |        |  |
|  | Lukko                | Lukko                | Lukko (so)           | Lukko (so)           | 3                    | 2 | 5                  | 5                  | 3                | 8                |                  |                  |  |  |                  |                  |                  |                  |                  |  |  |            |            |            |            |            |  |  |        |        |        |  |
|  | Lukko                | Lukko                |                      |                      |                      |   |                    |                    |                  | 8                |                  |                  |  |  |                  |                  |                  |                  |                  |  |  |            |            |            |            |            |  |  |        |        |        |  |
|  | Red Bull München     | Red Bull München     | 3                    | 0                    | 3                    |   |                    |                    |                  |                  |                  |                  |  |  |                  |                  |                  |                  |                  |  |  |            |            |            |            |            |  |  |        |        |        |  |
|  | Red Bull München     | Red Bull München     | 3                    | 0                    | 3                    |   | Lukko              | Lukko              | 2                | 2                | 4                |                  |  |  |                  |                  |                  |                  |                  |  |  |            |            |            |            |            |  |  |        |        |        |  |
|  |                      |                      |                      |                      |                      |   | Lukko              | Lukko              | 2                | 2                | 4                |                  |  |  |                  |                  |                  |                  |                  |  |  |            |            |            |            |            |  |  |        |        |        |  |
|  |                      |                      | Djurgårdens IF       | Djurgårdens IF       | 1                    | 1 | 2                  |                    |                  |                  |                  |                  |  |  |                  |                  |                  |                  |                  |  |  |            |            |            |            |            |  |  |        |        |        |  |
|  | Djurgårdens IF       | Djurgårdens IF       | Djurgårdens IF       | Djurgårdens IF       | 1                    | 1 | 2                  | 4                  | 3                | 7                |                  |                  |  |  |                  |                  |                  |                  |                  |  |  |            |            |            |            |            |  |  |        |        |        |  |
|  | Djurgårdens IF       | Djurgårdens IF       |                      |                      |                      |   |                    |                    |                  | 7                |                  |                  |  |  |                  |                  |                  |                  |                  |  |  |            |            |            |            |            |  |  |        |        |        |  |
|  | Växjö Lakers         | Växjö Lakers         | 3                    | 3                    | 6                    |   |                    |                    |                  |                  |                  |                  |  |  |                  |                  |                  |                  |                  |  |  |            |            |            |            |            |  |  |        |        |        |  |
|  | Växjö Lakers         | Växjö Lakers         | 3                    | 3                    | 6                    |   | Oulun Kärpät       | Oulun Kärpät       | 1                |                  |                  |                  |  |  |                  |                  |                  |                  |                  |  |  |            |            |            |            |            |  |  |        |        |        |  |
|  |                      |                      |                      |                      |                      |   |                    |                    |                  |                  |                  |                  |  |  |                  |                  |                  |                  |                  |  |  |            |            |            |            |            |  |  |        |        |        |  |
|  |                      |                      | Frölunda HC          | Frölunda HC          | 2                    |   |                    |                    |                  |                  |                  |                  |  |  |                  |                  |                  |                  |                  |  |  |            |            |            |            |            |  |  |        |        |        |  |
|  | Bílí Tygři Liberec   | Bílí Tygři Liberec   | Frölunda HC          | Frölunda HC          | 2                    | 4 | 6                  | 10                 |                  |                  |                  |                  |  |  |                  |                  |                  |                  |                  |  |  |            |            |            |            |            |  |  |        |        |        |  |
|  | Bílí Tygři Liberec   | Bílí Tygři Liberec   |                      |                      |                      |   |                    | 10                 |                  |                  |                  |                  |  |  |                  |                  |                  |                  |                  |  |  |            |            |            |            |            |  |  |        |        |        |  |
|  | Linköpings HC        | Linköpings HC        | 1                    | 3                    | 4                    |   |                    |                    |                  |                  |                  |                  |  |  |                  |                  |                  |                  |                  |  |  |            |            |            |            |            |  |  |        |        |        |  |
|  | Linköpings HC        | Linköpings HC        | 1                    | 3                    | 4                    |   | Bílí Tygři Liberec | Bílí Tygři Liberec | 3                | 3                | 6                |                  |  |  |                  |                  |                  |                  |                  |  |  |            |            |            |            |            |  |  |        |        |        |  |
|  |                      |                      |                      |                      |                      |   | Bílí Tygři Liberec | Bílí Tygři Liberec | 3                | 3                | 6                |                  |  |  |                  |                  |                  |                  |                  |  |  |            |            |            |            |            |  |  |        |        |        |  |
|  |                      |                      | HC Davos             | HC Davos             | 5                    | 4 | 9                  |                    |                  |                  |                  |                  |  |  |                  |                  |                  |                  |                  |  |  |            |            |            |            |            |  |  |        |        |        |  |
|  | HIFK                 | HIFK                 | HC Davos             | HC Davos             | 5                    | 4 | 9                  | 2                  | 2                | 4                |                  |                  |  |  |                  |                  |                  |                  |                  |  |  |            |            |            |            |            |  |  |        |        |        |  |
|  | HIFK                 | HIFK                 |                      |                      |                      |   |                    |                    |                  | 4                |                  |                  |  |  |                  |                  |                  |                  |                  |  |  |            |            |            |            |            |  |  |        |        |        |  |
|  | HC Davos             | HC Davos             | 1                    | 5                    | 6                    |   |                    |                    |                  |                  |                  |                  |  |  |                  |                  |                  |                  |                  |  |  |            |            |            |            |            |  |  |        |        |        |  |
|  | HC Davos             | HC Davos             | 1                    | 5                    | 6                    |   | HC Davos           | HC Davos           | 1                | 4                | 5                |                  |  |  |                  |                  |                  |                  |                  |  |  |            |            |            |            |            |  |  |        |        |        |  |
|  |                      |                      |                      |                      |                      |   |                    |                    |                  |                  |                  |                  |  |  |                  |                  |                  |                  |                  |  |  |            |            |            |            |            |  |  |        |        |        |  |
|  |                      |                      | Skellefteå AIK       | Skellefteå AIK       | 1                    | 1 | 2                  |                    |                  |                  |                  |                  |  |  |                  |                  |                  |                  |                  |  |  |            |            |            |            |            |  |  |        |        |        |  |
|  | Eisbären Berlin      | Eisbären Berlin      | Skellefteå AIK       | Skellefteå AIK       | 1                    | 1 | 2                  | 3                  | 3                | 6                |                  |                  |  |  |                  |                  |                  |                  |                  |  |  |            |            |            |            |            |  |  |        |        |        |  |
|  | Eisbären Berlin      | Eisbären Berlin      |                      |                      |                      |   |                    |                    |                  | 6                |                  |                  |  |  |                  |                  |                  |                  |                  |  |  |            |            |            |            |            |  |  |        |        |        |  |
|  | Stavanger Oilers     | Stavanger Oilers     | 0                    | 3                    | 3                    |   |                    |                    |                  |                  |                  |                  |  |  |                  |                  |                  |                  |                  |  |  |            |            |            |            |            |  |  |        |        |        |  |
|  | Stavanger Oilers     | Stavanger Oilers     | 0                    | 3                    | 3                    |   | Eisbären Berlin    | Eisbären Berlin    | 2                | 1                | 3                |                  |  |  |                  |                  |                  |                  |                  |  |  |            |            |            |            |            |  |  |        |        |        |  |
|  |                      |                      |                      |                      |                      |   | Eisbären Berlin    | Eisbären Berlin    | 2                | 1                | 3                |                  |  |  |                  |                  |                  |                  |                  |  |  |            |            |            |            |            |  |  |        |        |        |  |
|  |                      |                      | Skellefteå AIK       | Skellefteå AIK       | 5                    | 2 | 7                  |                    |                  |                  |                  |                  |  |  |                  |                  |                  |                  |                  |  |  |            |            |            |            |            |  |  |        |        |        |  |
|  | HC Košice            | HC Košice            | Skellefteå AIK       | Skellefteå AIK       | 5                    | 2 | 7                  | 4                  | 0                | 4                |                  |                  |  |  |                  |                  |                  |                  |                  |  |  |            |            |            |            |            |  |  |        |        |        |  |
|  | HC Košice            | HC Košice            |                      |                      |                      |   |                    |                    |                  | 4                |                  |                  |  |  |                  |                  |                  |                  |                  |  |  |            |            |            |            |            |  |  |        |        |        |  |
|  | Skellefteå AIK       | Skellefteå AIK       | 3                    | 3                    | 6                    |   |                    |                    |                  |                  |                  |                  |  |  |                  |                  |                  |                  |                  |  |  |            |            |            |            |            |  |  |        |        |        |  |
|  | Skellefteå AIK       | Skellefteå AIK       | 3                    | 3                    | 6                    |   | HC Davos           | HC Davos           | 0                | 1                | 1                |                  |  |  |                  |                  |                  |                  |                  |  |  |            |            |            |            |            |  |  |        |        |        |  |
|  |                      |                      |                      |                      |                      |   |                    |                    |                  |                  |                  |                  |  |  |                  |                  |                  |                  |                  |  |  |            |            |            |            |            |  |  |        |        |        |  |
|  |                      |                      | Frölunda HC          | Frölunda HC          | 5                    | 1 | 6                  |                    |                  |                  |                  |                  |  |  |                  |                  |                  |                  |                  |  |  |            |            |            |            |            |  |  |        |        |        |  |
|  | ERC Ingolstadt       | ERC Ingolstadt       | Frölunda HC          | Frölunda HC          | 5                    | 1 | 6                  | 4                  | 1                | 5                |                  |                  |  |  |                  |                  |                  |                  |                  |  |  |            |            |            |            |            |  |  |        |        |        |  |
|  | ERC Ingolstadt       | ERC Ingolstadt       |                      |                      |                      |   |                    |                    |                  | 5                |                  |                  |  |  |                  |                  |                  |                  |                  |  |  |            |            |            |            |            |  |  |        |        |        |  |
|  | Frölunda HC (dts)    | Frölunda HC (dts)    | 2                    | 4                    | 6                    |   |                    |                    |                  |                  |                  |                  |  |  |                  |                  |                  |                  |                  |  |  |            |            |            |            |            |  |  |        |        |        |  |
|  | Frölunda HC (dts)    | Frölunda HC (dts)    | 2                    | 4                    | 6                    |   | Frölunda HC        | Frölunda HC        | 1                | 6                | 7                |                  |  |  |                  |                  |                  |                  |                  |  |  |            |            |            |            |            |  |  |        |        |        |  |
|  |                      |                      |                      |                      |                      |   | Frölunda HC        | Frölunda HC        | 1                | 6                | 7                |                  |  |  |                  |                  |                  |                  |                  |  |  |            |            |            |            |            |  |  |        |        |        |  |
|  |                      |                      | HC Litvínov          | HC Litvínov          | 2                    | 0 | 2                  |                    |                  |                  |                  |                  |  |  |                  |                  |                  |                  |                  |  |  |            |            |            |            |            |  |  |        |        |        |  |
|  | Vienna Capitals      | Vienna Capitals      | HC Litvínov          | HC Litvínov          | 2                    | 0 | 2                  | 3                  | 2                | 5                |                  |                  |  |  |                  |                  |                  |                  |                  |  |  |            |            |            |            |            |  |  |        |        |        |  |
|  | Vienna Capitals      | Vienna Capitals      |                      |                      |                      |   |                    |                    |                  | 5                |                  |                  |  |  |                  |                  |                  |                  |                  |  |  |            |            |            |            |            |  |  |        |        |        |  |
|  | HC Litvínov (dts)    | HC Litvínov (dts)    | 4                    | 2                    | 6                    |   |                    |                    |                  |                  |                  |                  |  |  |                  |                  |                  |                  |                  |  |  |            |            |            |            |            |  |  |        |        |        |  |
|  | HC Litvínov (dts)    | HC Litvínov (dts)    | 4                    | 2                    | 6                    |   | Frölunda HC        | Frölunda HC        | 3                | 4                | 7                |                  |  |  |                  |                  |                  |                  |                  |  |  |            |            |            |            |            |  |  |        |        |        |  |
|  |                      |                      |                      |                      |                      |   |                    |                    |                  |                  |                  |                  |  |  |                  |                  |                  |                  |                  |  |  |            |            |            |            |            |  |  |        |        |        |  |
|  |                      |                      | Luleå Hockey (so)    | Luleå Hockey (so)    | 2                    | 6 | 8                  |                    |                  |                  |                  |                  |  |  |                  |                  |                  |                  |                  |  |  |            |            |            |            |            |  |  |        |        |        |  |
|  | Vítkovice Steel      | Vítkovice Steel      | Luleå Hockey (so)    | Luleå Hockey (so)    | 2                    | 6 | 8                  | 0                  | 1                | 1                |                  |                  |  |  |                  |                  |                  |                  |                  |  |  |            |            |            |            |            |  |  |        |        |        |  |
|  | Vítkovice Steel      | Vítkovice Steel      |                      |                      |                      |   |                    |                    |                  | 1                |                  |                  |  |  |                  |                  |                  |                  |                  |  |  |            |            |            |            |            |  |  |        |        |        |  |
|  | Tappara              | Tappara              | 2                    | 2                    | 4                    |   |                    |                    |                  |                  |                  |                  |  |  |                  |                  |                  |                  |                  |  |  |            |            |            |            |            |  |  |        |        |        |  |
|  | Tappara              | Tappara              | 2                    | 2                    | 4                    |   | Tappara            | Tappara            | 2                | 0                | 2                |                  |  |  |                  |                  |                  |                  |                  |  |  |            |            |            |            |            |  |  |        |        |        |  |
|  |                      |                      |                      |                      |                      |   | Tappara            | Tappara            | 2                | 0                | 2                |                  |  |  |                  |                  |                  |                  |                  |  |  |            |            |            |            |            |  |  |        |        |        |  |
|  |                      |                      | Luleå Hockey         | Luleå Hockey         | 1                    | 5 | 6                  |                    |                  |                  |                  |                  |  |  |                  |                  |                  |                  |                  |  |  |            |            |            |            |            |  |  |        |        |        |  |
|  | Färjestad BK         | Färjestad BK         | Luleå Hockey         | Luleå Hockey         | 1                    | 5 | 6                  | 0                  | 3                | 3                |                  |                  |  |  |                  |                  |                  |                  |                  |  |  |            |            |            |            |            |  |  |        |        |        |  |
|  | Färjestad BK         | Färjestad BK         |                      |                      |                      |   |                    |                    |                  | 3                |                  |                  |  |  |                  |                  |                  |                  |                  |  |  |            |            |            |            |            |  |  |        |        |        |  |
|  | Luleå Hockey         | Luleå Hockey         | 3                    | 1                    | 4                    |   |                    |                    |                  |                  |                  |                  |  |  |                  |                  |                  |                  |                  |  |  |            |            |            |            |            |  |  |        |        |        |  |

### Sedicesimi di finale
Le gare di andata si sono disputate il 22-29 settembre 2015, quelle di ritorno il 6 ottobre 2015.
| Squadra 1          | Totale | Squadra 2          | Andata | Ritorno    |
| ------------------ | ------ | ------------------ | ------ | ---------- |
| Oceláři Třinec     | 3 - 5  | HV71               | 2 - 2  | 1 - 3      |
| Espoo Blues        | 6 - 4  | Adler Mannheim     | 4 - 1  | 2 - 3      |
| Sparta Praga       | 6 - 2  | ZSC Lions          | 3 - 2  | 3 - 0      |
| Düsseldorfer EG    | 0 - 5  | Oulun Kärpät       | 0 - 2  | 0 - 3      |
| Red Bull Salzburg  | 3 - 6  | Storhamar Ishockey | 1 - 3  | 2 - 3      |
| JYP                | 3 - 6  | TPS                | 2 - 2  | 1 - 4      |
| Lukko              | 8 - 3  | Red Bull München   | 5 - 3  | 3 - 0      |
| Djurgårdens IF     | 7 - 6  | Växjö Lakers       | 4 - 3  | 3 - 3      |
| Bílí Tygři Liberec | 10 - 4 | Linköpings HC      | 4 - 1  | 6 - 3      |
| HIFK               | 4 - 6  | HC Davos           | 2 - 1  | 2 - 5      |
| Eisbären Berlin    | 6 - 3  | Stavanger Oilers   | 3 - 0  | 3 - 3      |
| HC Košice          | 4 - 6  | Skellefteå AIK     | 4 - 3  | 0 - 3      |
| ERC Ingolstadt     | 5 - 6  | Frölunda HC        | 4 - 2  | 1 - 4 (ot) |
| Vienna Capitals    | 5 - 6  | HC Litvínov        | 3 - 4  | 2 - 2 (ot) |
| Vítkovice Steel    | 1 - 4  | Tappara            | 0 - 2  | 1 - 2      |
| Färjestad BK       | 3 - 4  | Luleå Hockey       | 0 - 3  | 3 - 1      |

### Ottavi di finale
Le gare di andata si sono disputate il 3 novembre 2015, quelle di ritorno il 10 novembre 2015.
| Squadra 1          | Totale | Squadra 2          | Andata | Ritorno |
| ------------------ | ------ | ------------------ | ------ | ------- |
| Espoo Blues        | 4 - 2  | HV71               | 3 - 1  | 1 - 1   |
| Sparta Praga       | 5 - 6  | Oulun Kärpät       | 4 - 2  | 1 - 4   |
| TPS                | 6 - 4  | Storhamar Ishockey | 4 - 3  | 2 - 1   |
| Djurgårdens IF     | 2 - 4  | Lukko              | 1 - 2  | 1 - 2   |
| Bílí Tygři Liberec | 6 - 9  | HC Davos           | 3 - 5  | 3 - 4   |
| Eisbären Berlin    | 3 - 7  | Skellefteå AIK     | 2 - 5  | 1 - 2   |
| HC Litvínov        | 2 - 7  | Frölunda HC        | 2 - 1  | 0 - 6   |
| Tappara            | 2 - 6  | Luleå Hockey       | 2 - 1  | 0 - 5   |

### Quarti di finale
Le gare di andata si sono disputate il 1º dicembre 2015, quelle di ritorno l'8 dicembre 2015.
| Squadra 1    | Totale | Squadra 2      | Andata | Ritorno    |
| ------------ | ------ | -------------- | ------ | ---------- |
| Espoo Blues  | 3 - 5  | Oulun Kärpät   | 2 - 0  | 1 - 5      |
| TPS          | 4 - 5  | Lukko          | 3 - 3  | 1 - 2 (dr) |
| HC Davos     | 5 - 2  | Skellefteå AIK | 1 - 1  | 4 - 1      |
| Luleå Hockey | 7 - 8  | Frölunda HC    | 3 - 2  | 4 - 6 (dr) |

### Semifinali
Le gare di andata si sono disputate il 12 gennaio 2016, quelle di ritorno il 19 gennaio 2016.
| Squadra 1 | Totale | Squadra 2    | Andata | Ritorno |
| --------- | ------ | ------------ | ------ | ------- |
| Lukko     | 4 - 5  | Oulun Kärpät | 2 - 3  | 2 - 2   |
| HC Davos  | 1 - 6  | Frölunda HC  | 0 - 5  | 1 - 1   |

### Finale
| Arbitri: | Tobias Wehrli Marc Wiegand |

|                                           |           |                                                                                         |
| (S. Suoranta, A. Masuhr) J. Keränen 47:01 | Marcatori | 16:20 R. Lasch (O. Fantenberg, J. Larsson) 17:43 S. Abbott (H. Tömmernes, J. Sundström) |

## Statistiche

### Classifica marcatori
Aggiornata al 9 febbraio 2015.
| Giocatore        | Squadra        | PG | Gol | Assist | Punti |
| ---------------- | -------------- | -- | --- | ------ | ----- |
| Ryan Lasch       | Frölunda       | 13 | 7   | 9      | 16    |
| Spencer Abbott   | Frölunda       | 11 | 8   | 5      | 13    |
| Toni Koivisto    | Lukko Rauma    | 12 | 7   | 6      | 13    |
| Janne Lahti      | Lukko Rauma    | 9  | 3   | 10     | 13    |
| Artturi Lehkonen | Frölunda       | 13 | 5   | 7      | 12    |
| John Laliberte   | ERC Ingolstadt | 6  | 4   | 7      | 11    |
| Andres Ambühl    | Davos          | 11 | 7   | 3      | 10    |
| Jacob Micflikier | Luleå          | 10 | 6   | 4      | 10    |
| Petr Tatíček     | ERC Ingolstadt | 6  | 5   | 5      | 10    |
| Dave Spina       | TPS            | 10 | 4   | 6      | 10    |
|                  |                |    |     |        |       |

### Classifica portieri
Aggiornata al 9 febbraio 2015.
| Giocatore           | Squadra         | PG | MGS  | Sv%  |
| ------------------- | --------------- | -- | ---- | ---- |
| Dominik Riečický    | Košice          | 3  | 0.96 | 95.7 |
| Jaroslav Janus      | Litvínov        | 3  | 1.00 | 96.8 |
| Mika Noronen        | Tappara         | 3  | 1.00 | 96.6 |
| Pavel Kantor        | Vítkovice Steel | 3  | 1.00 | 95.7 |
| Sami Aittokallio    | Oulun Kärpät    | 11 | 1.09 | 95.0 |
| Markus Svensson     | Skellefteå AIK  | 7  | 1.18 | 94.6 |
| Erik Ersberg        | HV71            | 4  | 1.25 | 94.3 |
| Lars Johansson      | Frölunda        | 10 | 1.27 | 93.3 |
| Christian Engstrand | Espoo Blues     | 6  | 1.34 | 95.0 |
| Fredrik Wentzel     | HV71            | 4  | 1.50 | 92.5 |
|                     |                 |    |      |      |

## Vincitori

### Squadra vincitrice
| Campioni d'Europa 2015-2016 Frölunda HC | Portieri: Hugo Fagerblom, Johan Gustafsson, Lars Johansson Difensori: Lukas Bengtsson, Oliver Bohm, Elias Fälth, Oscar Fantenberg (A), Kristoffer Gunnarsson, Jacob Larsson, Oliver Lauridsen, Tom Nilsson, Christoffer Persson, Kim Roussakoff, Henrik Tömmernes, Alexander Younan Attaccanti: Spencer Abbott, Anton Axelsson, Patrik Carlsson, John Dahlström, Christoffer Ehn, Kevin Elgestål, Robin Figren, Andreas Johnson, Anton Karlsson, Ryan Lasch, Niklas Lasu (A), Artturi Lehkonen, Joel Lundqvist (C), Mats Rosseli-Olsen, Sebastian Stålberg, Johan Sundström, Kristian Vesalainen, Linus Weissbach, Pontus Widerström Staff Tecnico: Roger Rönnberg (Allenatore), Robert Ohlsson (Ass. allenatore), Christian Lechtaler (Ass. allenatore) |

### Premi individuali
Alla fine del torneo fu consegnato il premio NordicBet MVP Trophy al Most Valuable Player della stagione 2015-2016, selezionato fra una rosa di tre finalisti:
- Ryan Lasch, ala destra, Frölunda (vincitore)[15]
- Sami Aittokallio, portiere, Oulun Kärpät
- Andres Ambühl, ala destra, Davos